# Мэннгагдэ
Мэннгагдэ, также Мэннгагде, Мен Нгак Дэ (Вайли: man ngag sde; санскр.: IAST: Upadeshavarga; «сообщаемое тайно») — третий из трёх разделов учения и текстов Дзогчен, «раздел Тайных (устных) Наставлений», «Сущностный раздел», «раздел Упадеша». Также эти учения называются Ньинг-тиг (санскр.: IAST: citta-tilaka), что означает «сущность ума».
Три раздела Дзогчена, как их представил Манджушримитра, — Семдэ («раздел Природы Ума»), Лонгдэ («раздел Пространства») и Мэннгагдэ («Сущностный раздел») — развились от различных подходов разных линий передачи учения. Тем не менее, как отмечает Намкай Норбу Ринпоче, «достигаемое состояние созерцания одинаково для всех трёх разделов». Мэннгагдэ — раздел Устных Наставлений — относится к линии передачи Падмасамбхавы и Вималамитры, получивших их от Шри Симхи..

## Отличие Мэннгагдэ от других разделов Дзогчена
В каждом из разделов Дзогчена — Семдэ, Лонгдэ и Мэннгагдэ — учитель даёт прямую передачу, прямое введение в состояние Дзогчен (ригпа), и ни один из них не является постепенным путём, хотя каждый из них имеет свой особый подход. В каждом из разделов есть свой особый способ введения в созерцание: в Мэннгагдэ — принцип Прямого Введения, в Лонгдэ — Символическое Введение, в Сэмде — Устное Введение. В «Сущностном разделе» Дзогчена Мэннгагдэ введение в «сердечную сущность» объясняется с помощью парадоксов, так как природа реальности не укладывается в рамки логики, что отличает его, например, от системы Семдэ, где в основном применяются устные пояснения и подробный анализ.
Раздел Мэннгагдэ связан с третьим заветом Гараба Дордже — оставаться в состоянии природы своего сознания (получив прямое введение в него от мастера). Поэтому в Мэннгагдэ даются многочисленные методы и советы для поддержания состояния созерцания.
Пема Ледрел Цэл так говорит о превосходстве Мэннгагдэ над двумя предыдущими разделами:

 Сэмде и Лонгдэ понимают аспекты пустоты и ясности ума, используя понятие «это есть это», то есть с помощью анализа. В них нет чистого понимания обнажённой и беспрепятственной осознанности учения Трегчод (прорыв, Khregs-Ch'od).— Тулку Тхондуп Ринпоче «Ум Будды. Антология текстов Лонгченпы по Дзогпа Ченпо» 

## Внутреннее деление Мэннгагдэ
В дальнейшем учитель Дзогчен 8-го века Шри Симха разделил Мэннгагдэ на четыре цикла:
1. внешний цикл (Чи Кхор)
2. внутренний цикл (Нанг Кхор)
3. тайный цикл (Санг Кхор)
4. непревзойдённый цикл (Янг Санг Ла На Ме Пей Кхор)

## Четыре чогжаг раздела Мэннгагдэ
В Мэннгагдэ имеется четыре основные практики (чогжаг, «как оно есть»), используемые для длительного пребывания в созерцании (есть также практики для вхождения в созерцание):
1. Риво чогжаг — «чогжаг горы» — связана с телом, любая поза которого становится позой для практики.
2. Гяцо чогжаг — «чогжаг океана» — связана с глазами, любое положение которых (взгляд) являются положением для практики.
3. Ригпа чогжаг — «чогжаг состояния как оно есть, без исправления». Соответствует практикам лхундруб в Семдэ и йермед в Лонгдэ.
4. Нангва чогжаг — «чогжаг видимого» — практикующий воспринимает всё видимое как собственную энергию.

Дзогчен — это когда все четыре чогжаг практикуются вместе мгновенно.

## Тантры раздела Мэннгагдэ
Тантры Мэннгагдэ были принесены в Тибет главным образом Вималамитрой и Гуру Падмасамбхавой. Эти тантры считаются необходимыми в практике для обретения совершенного состояние будды в течение одной жизни. Ни одна тантра не зависит от другой, все являются завершёнными сами в себе. Гьюрмед Цвеванг Чогдруб и Пема Ледрел Цэл называют среди основных тантр Мэннгагдэ, относящиеся к подразделу Янгсанг (Yang-gSang) или Ньингтиг следующие:
1. Дзогпа Рангчунг (тиб. རྫོགས་པ་རང་བྱུང, Вайли rdzogs pa rang byung, «Самовозникающее совершенство»)
2. Йиге Медпа (тиб. ཡི་གེ་མེད་པ, Вайли yi ge med pa, «Вне букв»)
3. Ригпа Рангшар (тиб. རིག་པ་རང་ཤར, Вайли rig pa rang shar, «Самопроявленное ригпа»)
4. Ригпа Рангдрол (тиб. རིག་པ་རང་གྲོལ, Вайли rig pa rang grol, «Самоосвобождающееся ригпа»)
5. Ринпочей Пунгва/Пудпа (тиб. རིན་པོ་ཆེ་སྤུང་བ, Вайли rin po che spung ba, «Груда драгоценностей»)
6. Кудунг Барва (тиб. སྐུ་གདུང་འབར་བ, Вайли sku gdung 'bar ba, «Сверкающие реликвии»)
7. Дра Талгьюр (тиб. སྒྲ་ཐལ་འགྱུར, Вайли sgra thal 'gyur, «Звук всепроникающий»)
8. Трашей Дзейден (тиб. བཀྲ་ཤིས་མཛེས་ལྡན, Вайли bkra shis mdzes ldan, «Счастье, наделённое красотой»)
9. Дордже Семпа Ньинг-ги Мелонг (тиб. རྡོ་རྗེ་སེམས་དཔའ་སྙིང་གི་མེ་ལོང, Вайли rdo rje sems dpa' snying gi me long, «Сердечное зерцало Ваджрасаттвы»)
10. Кунту Сангпо Тугкьи Мелонг (тиб. ཀུན་ཏུ་བཟང་པོ་ཐུགས་ཀྱི་མེ་ལོང, Вайли kun tu bzang po thugs kyi me long, «Зеркало ума Самантабхадры»)
11. Нготрод Трепа (тиб. ངོ་སྤྲོད་སྤྲས་པ, Вайли ngo sprod spras pa, «Прямое введение»)
12. Мутиг Ринпочей Тренгва (тиб. མུ་ཏིག་རིན་པོ་ཆེའི་ཕྲེང་བ, Вайли mu tig rin po che'i phreng ba, «Ожерелье драгоценного жемчуга»)
13. Кунту Сангпо Лонгтруб (тиб. ཀུན་ཏུ་བཟང་པོ་ཀློང་དྲུག, Вайли kun tu bzang po klong drug, «Шесть пространств Самантабхадры»)
14. Дронма Барва (тиб. སྒྲོན་མ་འབར་བ, Вайли sgron ma 'bar ba, «Пылающий светоч»)
15. Ньида Кхаджор (тиб. ཉི་ཟླ་ཁ་སྦྱོར, Вайли nyi zla kha sbyor, «Союз Солнца и Луны»)
16. Сенг-ге Цалдзог (тиб. སེང་གེ་རྩལ་རྫོགས, Вайли seng ge rtsal rdzogs, «Совершенный лев»)
17. Норбу Тракод (тиб. ནོར་བུ་ཕྲ་བཀོད, Вайли nor bu phra bkod, «Россыпи драгоценностей»)
18. Экаджати Нагмо Тхома Гьюд (тиб. དཔལ་ཨེ་ཀ་ཛ་ཏི་ནག་མོ་ཁྲོས་མའི་རྒྱུད།, Вайли dpal e ka dza ti nag mo khros ma'i rgyud, «Тантра чёрной яростной Экаджати»)
19. Лонгсел Барма (тиб. ཀློང་གསལ་འབར་མ, Вайли klong gsal 'bar ma, «Пространства сверкающей ясности»)